# 1687 au théâtre
| Années du théâtre : 1684 - 1685 - 1686 - 1687 - 1688 - 1689 - 1690    |
| Décennies du théâtre : 1650 - 1660 - 1670 - 1680 - 1690 - 1700 - 1710 |

## Pièces de théâtre publiées
- Aphra Behn, The Emperor of the Moon: a farce, Londres, R. Holt pour J. Knight & F. Saunders, 67 p.
- Guilielmus Zeebots, Het Droevig Lijden en de bittere Doodt van den Heere Christus onzen Saligmaeker, getrokken uyt de vier HH Evangelisten ende bedeylt in 7 deelen [La Passion et la mort de Notre Seigneur Jésus-Christ, tirée des quatre évangélistes, et divisée en sept parties], tragédie, Louvain, Guiliam Stryckwant.

## Pièces de théâtre représentées
- 29 janvier : Géta de Nicolas de Péchantré, Paris, Comédie-Française.
- 19 avril : Le Banqueroutier de Fatouville, Paris, Comédie-Italienne.
- 20 juillet : Merlin peintre de La Thuillerie, Paris, Comédie-Française.
- 23 août : La Désolation des joueuses de Dancourt, Paris, Comédie-Française.
- 24 octobre : Le Chevalier à la mode de Dancourt, Paris, Comédie-Française.
- 17 décembre : Le Jaloux de Michel Baron, Paris, Comédie-Française.

## Naissances
- Date précise inconnue ou non renseignée : 
  - François-Augustin de Paradis de Moncrif, écrivain et dramaturge français, mort le 19 novembre 1770.

## Décès
- 2 novembre : Juan Bautista Diamante, auteur dramatique espagnol, né en 1625.
- 14 novembre : Nell Gwynne, actrice anglaise, née le 2 février 1650.